# 8º Reggimento genio guastatori paracadutisti "Folgore"
L'8º Reggimento genio guastatori paracadutisti "Folgore" è l'unico reparto di guastatori paracadutisti dell'Esercito Italiano. Esso ingloba gli assetti speciali del genio da combattimento, supporto al combattimento e protezione necessari per contribuire alla manovra aviotrasportata della Brigata paracadutisti "Folgore". Per questo è in grado di operare con brevissimo preavviso, su ogni tipo di terreno, sia in ambiente permissivo sia non permissivo.
In ambito nazionale opera costantemente a supporto della popolazione sia per la bonifica del territorio da residuati bellici e altri ordigni esplosivi, anche in concorso alle forze di polizia, sia per il soccorso in caso di pubbliche calamità.

## Storia

### La costituzione dell'8º Reggimento genio
Le origini dell'attuale 8º Reggimento genio guastatori paracadutisti "Folgore" risalgono all'8º Reggimento genio del Regio Esercito, istituito a Roma il 20 ottobre 1926 per ridenominazione del 7º Reggimento genio di Corpo d'Armata, ricevendo la bandiera dell'Arma del Genio. In origine fu strutturato su: Comando Reggimento, Colombaia di Roma, Battaglione Zappatori, Battaglione Minatori, Battaglione Telegrafisti, Deposito truppe e Distaccamento di Ozieri.
I battaglioni dell'8º Reggimento vennero impiegati in Africa Orientale Italiana e in tutti i fronti italiani della seconda guerra mondiale. Venne sciolto l'8 settembre 1943, giorno dell'annuncio dell'armistizio di Cassibile.

### VIII Battaglione guastatori paracadutisti

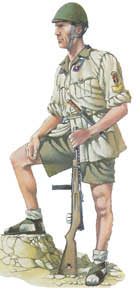
Guastatore Parac. del VIII Btg - El Alamein

La specialità guastatori vide gli albori in Italia a partire dal 1940, quando elementi del genio artieri vennero inviati alla Scuola Guastatori creata a Civitavecchia, zona Campo dell'Oro.
L'VIII Battaglione guastatori paracadutisti (motto: Rompo, Dirompo, Irrompo), parte operativa e proiettabile del Reggimento, nacque nei primi mesi del 1941 a Tarquinia (provincia di Viterbo) come una unità di fanteria organizzata su tre compagnie fucilieri, 21ª, 22ª e 23ª, più compagnia comando.
Una volta terminato l'addestramento per l'aviolancio, venne inizialmente assegnato al 3º Reggimento paracadutisti, spostandosi poi a Civitavecchia dove, nel mese di maggio 1942, e riconvertito nella nuova specialità Guastatori della fanteria.
Ciò si rese necessario per l'esigenza immediata di poter disporre di unità guastatori di supporto divisionale che però l'arma del Genio al momento non era in grado di esprimere nei tempi richiesti. Successivamente i neo guastatori dell'8° furono anche inviati a Bagnoli (Napoli) dove frequentarono il corso tenuto dai genieri tedeschi.
Il 1º settembre 1941 venne formata la 1ª Divisione paracadutisti nei cui ranghi furono inseriti, oltre le unità di supporto divisionale, il 1º, 2º e 3º Reggimento paracadutisti, il Reggimento artiglieria paracadutisti e appunto l'VIII Battaglione guastatori paracadutisti. Nel giugno 1942 la Divisione assunse il nome di "Folgore" e venne inviata in Nordafrica per sostenere lo sforzo bellico dell'Asse. Costituì, con il VII battaglione del 186°, il raggruppamento tattico "Ruspoli" della divisione. Il Battaglione (a meno della 23ª Compagnia che rimase in Italia insieme ad altre unità della "Folgore" per addestrare la seconda divisione paracadutisti che si stava costituendo, la "Nembo"), così combatté sul fronte africano fino alla battaglia di El Alamein agli ordini del suo primo comandante, Maggiore Giulio Burzi, già medaglia d'argento al valor militare nella prima guerra mondiale. L'unità invitta come il resto "Folgore", ridotta a poche decine di elementi, si ritirò ordinatamente in posizione di avanguardia della colonna dei paracadutisti superstiti.
I pochissimi superstiti di El Alamein e con essi l'VIII battaglione, escono dai ruolini del Regio Esercito nel deserto africano il 6 Novembre 1942.
Nel giugno 1943 il "Battaglione VIII bis", appena uscito dalla Scuola di paracadutismo di Viterbo, con la 23ª Compagnia e le ricostituite 22ª bis e 24ª bis, fu inquadrato nel 185º Reggimento paracadutisti (ex 1º) "Nembo", che era stato costituito a Pisa il 1º novembre 1942.

### Il battaglione misto genio
Nell'Esercito cobelligerante italiano, durante la guerra di liberazione, il Battaglione Misto Genio "Folgore" (184°), inquadrato nel gruppo di combattimento "Folgore", per il comportamento negli scontri di Grizzano dell'aprile 1945, ottenne la medaglia di bronzo al valor militare.

### Il Battaglione genio pionieri
Il 1º gennaio 1947 nasce il Battaglione Artieri "Folgore" dell'Esercito italiano, che assume dal 1º marzo 1950 la denominazione di Battaglione Genio Pionieri "Folgore". Ridenominato 184º battaglione genio pionieri "Santerno" dal 1º novembre 1975, per il ruolo avuto nell'attraversamento dell fiume Santerno nella battaglia dei tre fiumi durante l'offensiva di primavera degli Alleati del 1945, dal 1º agosto 1986 ha assunto la specialità "guastatori". Nel 1976 per comportamento durante il terremoto del Friuli ottenne la medaglia di bronzo al valore dell'esercito. Viene sciolto il 10 settembre 1992 in favore del ricostituito "8º reggimento genio guastatori", di stanza a Villa Vicentina, in provincia di Udine, per trasformazione del 184º battaglione genio guastatori "Santerno", già appartenuto alla Divisione Meccanizzata "Folgore".
Partecipò all'operazione Pellicano inquadrato nel V Corpo d'armata, quindi venne nuovamente sciolto il 30 novembre 1995.

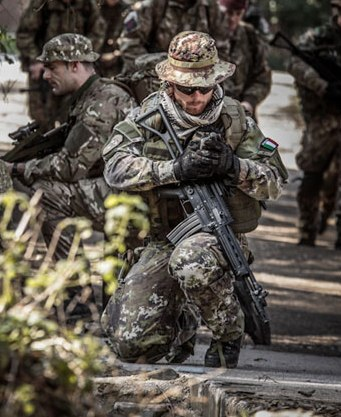
Guastatori Paracadutisti Ricognitori in addestramento

### Il Battaglione guastatori paracadutisti
Il 1º giugno 2001 l'8º Battaglione guastatori paracadutisti si ricostituì ufficialmente in Legnago, per cambio di denominazione del preesistente 5º Battaglione Genio Guastatori "Bolsena" (che aveva inglobato la Compagnia Genio Guastatori Paracadutisti "Folgore") che nel 2000 era stato assunto dalla brigata paracadutisti Folgore.
Ancora una volta come in principio inquadrato nella "Folgore", questa volta però organizzato su quattro compagnie guastatori, oltre la Compagnia comando e supporto logistico. Si decise allora, oltre le storiche 22ª, 23ª e 24ª, di dare numerazione 21ª alla compagnia aggiuntiva (rispetto agli organici storici), in onore della compagnia già appartenuta al VII Battaglione paracadutisti, anch'esso distrutto durante l'epica battaglia di El Alamein, schierato anch'esso, nel Raggruppamento Ruspoli.

### Il Reggimento genio guastatori paracadutisti
Il Reggimento guastatori paracadutisti venne infine costituito il 13 ottobre 2004 nella caserma "Donato Briscese" di Legnago, in provincia di Verona, in seguito all'elevazione al rango di reggimento dell'8º Battaglione guastatori paracadutisti.

## Struttura
- Comando Reggimento
- Compagnia Comando e Supporto Logistico (CCSL) "Leoni"
- VIII Battaglione guastatori paracadutisti (Inno: "Rompo, Dirompo, Irrompo", su youtube.com.)
  - Comando Battaglione
  - 21ª Compagnia guastatori paracadutisti "Giaguari" (Inno: "Arditi dell'aria, Guastatori Parà", su youtube.com.)
  - 22ª Compagnia guastatori paracadutisti "Angeli Neri" (Inno: "Ventiduesima", su youtube.com.)
  - 23ª Compagnia guastatori paracadutisti "Cinghiali" (Inno: "Cinghiali Folgore", su youtube.com.)
  - 24ª Compagnia guastatori paracadutisti "Tigri" (Inno: "Siam Tigri", su youtube.com.)

Da notare che mentre il numero del Reggimento segue la numerazione dei reggimenti del Genio, la numerazione del Battaglione e delle Compagnie riprende quella delle unità di fanteria paracadutisti, seguendo l'ordine storico di costituzione dei reparti della 185ª Divisione paracadutisti "Folgore". Inoltre, per la numerazione dei Battaglioni, viene, come da tradizione, utilizzata la numerazione romana e non araba.
Altro particolare è che in origine i battaglioni erano organizzati su base ternaria (tre compagnie paracadutisti). Con la riorganizzazione dei Battaglioni su base quaternaria, fu scelto di ricostituire la 21ª compagnia la quale, benché originariamente non appartenuta al VIII ma al VII Battaglione paracadutisti, si distinse particolarmente durante la battaglia di El Alamein combattendo nel settore contermine a quello assegnato ai guastatori paracadutisti.

### Comandanti
I Comandanti del reggimento (fino al settembre 2004 del battaglione)"
| Ten.Col. | M.A.V.M. Giulio Burzi   | feb 1941 | 1942      |
| Cap.     | Gianfranco Conati       | 1942     | set 1943  |
| Ten.Col. | Scala Massimo           | set 2000 | set 2001  |
| Ten.Col. | Fanni Maurizio          | set 2001 | set 2002  |
| Ten.Col. | Stella Vittorio Antonio | set 2002 | set 2003  |
| Ten.Col. | Vecchio Vincenzo        | set 2003 | set 2004  |
| Col.     | Massimo Scala           | ott 2004 | set 2006  |
| Col.     | Giangaetano Carancini   | set 2006 | set 2008  |
| Col.     | Vittorio Antonio Stella | set 2008 | ott 2010  |
| Col.     | Pasquale Varesano       | ott 2010 | ott 2011  |
| Col.     | Salvatore Tumminia      | ott 2011 | set 2013  |
| Col.     | Domenico D'Ortenzi      | set 2013 | set 2016  |
| Col.     | Carlo Di Pasquale       | set 2016 | set 2018  |
| Col.     | Antonio D'Agostino      | set 2018 | set 2019  |
| Col.     | Gianluca Dello Monaco   | set 2019 | ott 2021  |
| Col.     | Fabio Mariano           | ott 2021 | dic 2023  |
| Col.     | Daniele D'Ambrogio      | dic 2023 | in carica |

## Compiti
Il Reggimento ha il compito di supportare la manovra della grande unità paracadutista garantendo la mobilità delle forze amiche all'interno dell'area d'operazione e sfavorendo al contempo quella delle forze ostili. Per tale motivo i guastatori paracadutisti devono essere esperti esploratori e scout, maestri nel maneggio e nell'impiego degli esplosivi, genieri capaci di posare o creare ostacoli ma anche di rimuoverli, e capaci di costruire ponti tattici.
Ovviamente, come per tutte le altre unità paracadutiste della Folgore, l'ambito preferenziale d'impiego del reparto è nelle operazioni avioportate.
Oltre questi compiti prettamente militari, l'8º Reggimento guastatori paracadutisti opera quotidianamente anche per supportare la popolazione. Gli artificieri del reggimento si occupano della bonifica dei residuati bellici e degli ordigni inesplosi di qualsiasi genere rinvenuti.
Infine i guastatori paracadutisti, quando chiamati, intervengono anche in caso di pubbliche calamità, pubblica esigenza o in concorso alle forze di polizia.

## Arruolamento e formazione
Per diventare un guastatore paracadutista bisogna innanzitutto essere paracadutisti militari.
La Brigata paracadutisti "Folgore" impiega da sempre solo personale volontario, selezionato, il cui addestramento necessita una permanenza minima nei reparti superiore ad un anno. I volontari devono superare il corso di specialità, detto anche corso individuale al combattimento. In questo corso si viene addestrati all'addestramento di base che deve essere comune a tutti i paracadutisti, dove si consegue il brevetto di paracadutista militare. A questo punto i paracadutisti devono esser qualificati guastatori. È la scuola del genio a rilasciare la qualifica "minex" (ex corso guastatori) della durata di tre mesi.

## Operazioni

### Guerre
- Campagna del Nordafrica - (VIII Battaglione guastatori paracadutisti - El Alamein 1942)

### Crisis Response Operations
- Kosovo - Joint Guardian
- Afghanistan - ISAF
- Afghanistan - Operazione Enduring Freedom
- Iraq - Antica Babilonia
- Libano - Leonte
- Repubblica Centrafricana - EUFOR RCA
- Iraq - Prima Parthica/Inherent Resolve

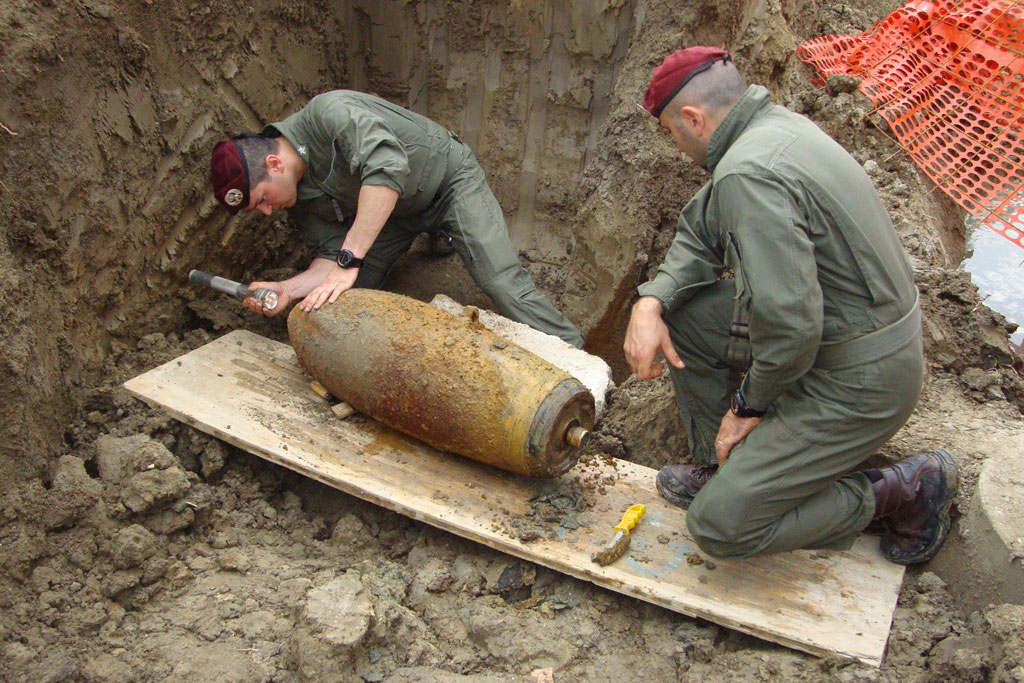
Team EOD mentre bonifica un residuato bellico

- Libia - Ippocrate

- Afghanistan - Resolute Support
- Niger - MISIN
- Somalia - EUTM Somalia

### Interventi per pubblica utilità
- Domino[12]
- Emergenza rifiuti in Campania (2008)
- Strade sicure
- Expo 2015
- Bonifica territoriale da ordigni esplosivi e residuati bellici
- Terremoto dell'Aquila del 2009
- Terremoto dell'Emilia del 2012
- Terremoto del Centro Italia del 2016

## I caduti in operazione nel dopoguerra
- Caporal maggiore scelto[13] Alessandro Di Lisio, 22ª/VIII/8°/Folgore, Farah (Afghanistan) 14 luglio 2009[14], Croce d'onore alla memoria[15].
- Caporal maggiore scelto[13] Roberto Marchini, 21ª/VIII/8°/Folgore, distretto di Bakwa (Afghanistan) 12 luglio 2011[14], Croce d'onore alla memoria[16].

## Simboli

### La Bandiera
La Bandiera di guerra o di combattimento affidata all'8º Reggimento guastatori paracadutisti "Folgore"è stata simbolo nell'ordine di:
- 8º Reggimento genio 20 ottobre 1926 - 8 settembre 1943
- 184º Battaglione genio pionieri "Santerno" 1º novembre 1975 - 31 luglio 1986
- 184º Battaglione genio guastatori "Santerno" 1º agosto 1986 - 10 settembre 1992
- 8º Reggimento genio pionieri 11 settembre 1992 - 30 novembre 1995
- 8º Battaglione guastatori paracadutisti "Folgore" 1º giugno 2001 - 12 ottobre 2004
- 8º Reggimento guastatori paracadutisti "Folgore" dal 13 ottobre 2004 - oggi

### Stemma

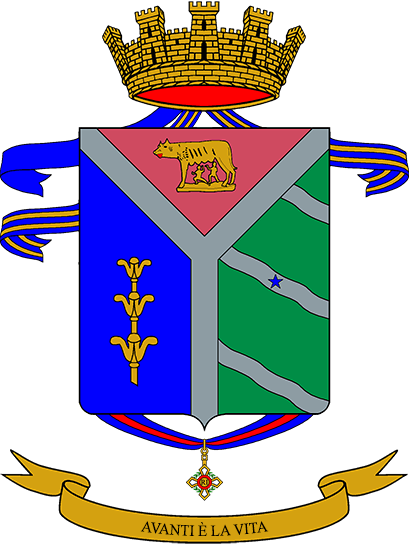
Lo stemma

Scudo: interzato da pergola d'argento. La parte superiore è di porpora e contiene la lupa capitolina di Roma in oro, a ricordo dei legami territoriali e tradizionali con la Capitale ove l'8º Reggimento genio è nato e vissuto fino al 1943 (quando venne sciolto). La parte sinistra è azzurra con in mezzo, simbolo di valore, il silfio d'oro reciso di Cirenaica a ricordo del valore dei genieri impiegati in Nordafrica nel corso del secondo conflitto mondiale. La parte destra è verde ed è divisa da tre "sbarre ondate d'argento" che rappresentano dei fiumi dell'Emilia (Santerno, Senio e Sillaro) nelle cui valli il Battaglione misto genio "Folgore" nel 1945 ha meritato la medaglia di bronzo al valor militare rappresentata dalla stella d'azzurro.
Ornamenti esteriori: sullo scudo corona turrita d'oro, accompagnata sotto da due nastri annodati nella corona, scendenti e svolazzanti in sbarra e in banda al lato dello scudo, rappresentativi delle ricompense al valore. Sotto lo scudo su lista bifida d'oro, svolazzante, con la concavità rivolta verso l'alto, il motto "Avanti è la vita".

## Sistemi d'arma in dotazione
- Baionetta "Extrema Ratio Fulcrum"
- Pistola Beretta 92 FS
- Fucile d'assalto Beretta SCP 70/90
- Fucile d'assalto Beretta ARX-160
- Fucile a canna liscia Franchi SPAS-15
- Mitragliatrice leggera FN Minimi
- Mitragliatrice media MG 42/59
- Mitragliatrice pesante Browning M2
- Fucile di precisione Sako TRG
- Fucile di precisione Barrett M82
- Bomba a mano OD 82/SE
- Bomba a mano SRCM Mod. 35
- Lanciagranate Beretta GLX-160
- Lanciarazzi Panzerfaust 3
- Mortaio Hirtenberger M6C-210

## Mezzi in dotazione
- Moto da ricognizione Cagiva 350
- Autovettura da Ricognizione Land Rover AR 90, su esercito.difesa.it.
- Veicolo Multiruolo VM 90, su esercito.difesa.it.
- Veicolo Tattico Leggero Multiruolo "Lince" VTLM, su esercito.difesa.it.
- Veicolo Tattico Medio Multiruolo versione Route Clearance "Orso" VTMM, su esercito.difesa.it.
- Auto-Carro Tattico Logistico SM 44.30 ACTL, su esercito.difesa.it.
- Auto-carro Pesante Scarrabile APS 95, su esercito.difesa.it.

## Mezzi speciali del Genio in dotazione
- Autocarro ribaltabile medio Astra SM 44.31
- Autocarro ribaltabile pesante Astra SM 66.45
- Autocarro con piattaforma aerea Astra SM 44.31
- Autocarro del Genio Astra SM 66.40
- Autocarro del Genio con gruetta Astra SM 66.40
- Autogrù M180
- Terna piccola capacità JCB 1CX
- Terna media capacità Komatsu WB97S5
- Rimorchio per complessi traino del Genio
- Barchino a scafo rigido
- Battello pneumatico d'assalto

## Onorificenze

### Decorati
- Soldato guastatore Clinio Misserville – A.S., 10 settembre 1942.